# Tata
Tata là một thành phố thuộc hạt Komárom-Esztergom, Hungary. Thành phố này có diện tích 78,17 km², dân số năm 2010 là 24906 người, mật độ 319 người/km².